# Albrechtshainer See
Der Albrechtshainer See ist ein ehemaliges durch Sand- und Kiesabbau entstandenes Tagebaurestloch bei Beucha im Landkreis Leipzig, das geflutet und zu einem Badesee rekultiviert wurde.

## Beschreibung und Lage
Der See gehört mit dem Naunhofer See (auch Grillensee) und dem  Ammelshainer See (auch Moritzsee) zu den drei Naunhofer Seen. Er liegt im Leipziger Neuseenland, einem Seenverbund aus teilweise noch entstehenden Badeseen, die aus Tagebaurestlöchern entstehen. Wegen der unmittelbaren Nähe zur A 14 (Anschlussstelle 29, Naunhof) wird der See auch Autobahnsee Albrechtshain genannt.
Der Albrechtshainer See hat eine Fläche von 24 Hektar bei einer durchschnittlichen Tiefe von sechs Metern. Die Badewasserqualität wurde nach EU-Badegewässerrichtlinie als ausgezeichnet eingestuft.

## Tourismus
Im Zuge der Rekultivierung wurde ein Sandstrand am Nordwestufer geschaffen. Besucher können im See schwimmen, Wassersport betreiben (Tretboot fahren, segeln, surfen), im Kletterwald klettern  und angeln.
Des Weiteren befindet sich in direkter Nähe ein 24 Hektar großer Campingplatz mit 35 Stellplätzen und zwei Bungalows, der von April bis Oktober Kurz- und Dauercamper beherbergen kann.